# Eleição municipal de Patos em 2024
A eleição municipal da cidade brasileira de Patos ocorreu no dia 6 de outubro de 2024 (domingo), onde os 68.113 eleitores elegeram um prefeito, um vice-prefeito e 17 vereadores para a administração municipal. Como o município não possui 200 mil eleitores, a eleição foi decidida em turno único.
O atual prefeito Nabor Wanderley, do Republicanos (eleito em 2020), foi reeleito com 37.613 votos, contra 11.371 de Ramonilson Alves (PSDB) - ambos haviam se enfrentado na eleição anterior, quando este último ainda era filiado ao extinto Patriota. Professor Edileudo (PT), com 1.516 votos, e Aline Leite (UP), com 492, foram os candidatos menos votados. Houve ainda 1.842 votos em branco, 2.667 nulos e 12.603 abstenções.
O Republicanos foi também o partido que mais elegeu vereadores: 8 candidatos foram eleitos, seguido pelo PSB, com 3 - destaque para Brenna Nóbrega, a vereadora mais votada no município, com 2.729 votos. REDE e União Brasil elegeram dois vereadores enquanto MDB e PP conquistaram uma vaga.

## Antecedentes
Nas eleições de 2020, 4 candidaturas foram registradas para disputar a prefeitura municipal (número repetido na eleição de 2024). Nabor Wanderley, que na época era deputado estadual, venceu com 25.377 votos, contra 20.280 de Ramonilson (na época filiado ao Patriota,incorporado ao PTB em 2023), 2.884 de Lenildo Morais (PT) e 665 de Héber Advogado (DC). Houve também 1.129 votos em branco, 2.829 votos nulos e 10.769 abstenções.

## Calendário eleitoral
| Início        | Fim           | Atividades | Status    |
| ------------- | ------------- | --- | --------- |
| 7 de março    | 5 de abril    | Janela partidária para vereadores trocarem de partido visando concorrer às eleições sem perder o mandato. | Realizado |
| 6 de abril    | 6 de abril    | Data-limite para todas as legendas e federações partidárias obterem o registro dos estatutos no TSE e para todos os candidatos terem domicílio eleitoral na circunscrição em que desejam disputar as eleições com a filiação deferida pelo partido. | Realizado |
| 15 de maio    | 15 de maio    | Início da campanha de arrecadação prévia de recursos na modalidade de financiamento coletivo para pré-candidatos, sem realização de pedidos de voto e obedecendo a regras relativas à propaganda eleitoral na Internet.                             | Realizado |
| 20 de julho   | 5 de agosto   | Realização de convenções partidárias para deliberar sobre coligações e escolher candidatos às prefeituras e aos cargos de vereador. Os partidos têm até 15 de agosto para registrar os nomes na Justiça Eleitoral.                                  | Realizado |
| 16 de agosto  | 16 de agosto  | Início das campanhas eleitorais de forma igualitária, podendo qualquer publicidade ou manifestação com pedido explícito de voto antes da data ser considerada irregular e multada.                                                                  | Realizado |
| 30 de agosto  | 3 de outubro  | Veiculação da propaganda eleitoral gratuita no rádio e na televisão. | Realizado |
| 6 de outubro  | 6 de outubro  | Realização do primeiro turno das eleições municipais. | Realizado |
| 11 de outubro | 25 de outubro | Veiculação da propaganda eleitoral gratuita no rádio e na televisão para o segundo turno. | Realizado |
| 27 de outubro | 27 de outubro | Realização de um eventual segundo turno nas cidades com mais de 200 mil eleitores em que o candidato a prefeito mais votado não tenha atingido a metade mais um dos votos válidos.                                                                  | Realizado |

## Candidaturas
| Nº | Candidato            | Partido        | Candidato a vice             | Cargos relevantes ou profissão                                            | Coligação | Tempo no horário eleitoral |
| -- | -------------------- | -------------- | ---------------------------- | ------------------------------------------------------------------------- | --- | -------------------------- |
| 10 | Nabor Wanderley      | Republicanos   | Professor Jacob Souto (REDE) | Prefeito de Patos (2005–2012 e desde 2021), Deputado estadual (2014–2021) | "Para Patos Continuar Mudando" (Republicanos, Federação PSOL REDE, UNIÃO, PP, Solidariedade, PRD, PSB, PDT e PSD) | A definir                  |
| 13 | Professor Edileudo   | PT (FE Brasil) | Roberto Lima (PCdoB)         | Professor; Vereador (2001–2005, 2009–2013)                                | Federação Brasil da Esperança (PT, PCdoB e PV)                                                                    | A definir                  |
| 45 | Dr. Ramonilson Alves | PSDB           | Patrícia Gonçalves (MDB)     | Professor e juiz                                                          | "Unidos por Patos" (Federação PSDB Cidadania, MDB, PL e NOVO)                                                     | A definir                  |
| 80 | Aline Leite          | UP             | Gerlúzia Vieira (UP)         | Comerciária                                                               | Partido não coligado                                                                                              | A definir                  |

## Retirou a candidatura
| Nº | Pré-candidato  | Partido | Cargos relevantes ou profissão | Motivo da desistência                           |
| -- | -------------- | ------- | ------------------------------ | ----------------------------------------------- |
| 30 | Marcos Antônio | NOVO    | Empresário                     | Apoio do NOVO à candidatura de Ramonilson Alves |

## Candidaturas a vereança
Conforme dados informados ao TSE, foram registradas 155 candidaturas a vereador em Patos. A coligação "Para Patos Continuar Mudando" é a que possui o maior número de candidatos (102), seguida pela coligação "Unidos por Patos" (36). Entre os partidos, Republicanos, PSB, UNIÃO, MDB e PP possuem mais representantes na disputa por vagas na Câmara Municipal (18), seguidos pela REDE, que lançou 16 candidaturas. NOVO e UP são as legendas com menos candidatos a vereador (3). Solidariedade, PRD, Cidadania (que integra a federação com o PSDB), PSD, PSOL, PL e PV (que forma a Federação Brasil da Esperança com PT e PCdoB) não lançaram nenhuma candidatura ao Legislativo.
O DC, que havia concorrido à prefeitura de Patos em 2020, optou em não apoiar nenhum dos candidatos a prefeito ou lançar candidaturas a vereador.
O candidato a vereador mais velho registrado no TSE é Ferré Maxixe, do Republicanos, aos 68 anos, e Maria Eduarda, do PSB, além de ser a candidata mais jovem ao cargo em Patos (18 anos), é também a mais nova a disputar um cargo eletivo na Paraíba em 2024 após Igor de Fiadin, do PDT, retirar a candidatura a vereador no município de Aparecida.
| Partido / Federação           | Número de candidaturas |
| ----------------------------- | ---------------------- |
| Republicanos                  | 18                     |
| Federação PSOL REDE           | 16                     |
| UNIÃO                         | 18                     |
| PP                            | 18                     |
| Solidariedade                 | Nenhum candidato       |
| PRD                           | Nenhum candidato       |
| PSB                           | 18                     |
| PDT                           | 14                     |
| PSD                           | Nenhum candidato       |
| Federação Brasil da Esperança | 14                     |
| Federação PSDB Cidadania      | 15                     |
| MDB                           | 18                     |
| PL                            | Nenhum candidato       |
| NOVO                          | 3                      |
| UP                            | 3                      |
| Total                         | 155                    |

## Resultados

### Prefeito
| Candidato(a)           | Candidato(a)                   | Vice                         | 1º turno 6 de outubro de 2024 | 1º turno 6 de outubro de 2024 |
| Candidato(a)           | Candidato(a)                   | Vice                         | Total                         | Porcentagem                   |
| ---------------------- | ------------------------------ | ---------------------------- | ----------------------------- | ----------------------------- |
|                        | Nabor Wanderley (Republicanos) | Professor Jacob Souto (REDE) | 37.613                        | 73,76%                        |
|                        | Dr. Ramonilson Alves (PSDB)    | Patrícia Gonçalves (MDB)     | 11.371                        | 22,30%                        |
|                        | Professor Edileudo (PT)        | Roberto Lima (PCdoB)         | 1.516                         | 2,97%                         |
|                        | Aline Leite (UP)               | Gerlúzia Vieira (UP)         | 492                           | 0,96%                         |
| Total de votos válidos | Total de votos válidos         | Total de votos válidos       | 50.992                        | 91,88%                        |
| → Votos em branco      | → Votos em branco              | → Votos em branco            | 1.842                         | 3,32%                         |
| → Votos nulos          | → Votos nulos                  | → Votos nulos                | 2.667                         | 4,81%                         |
| Total de votos         | Total de votos                 | Total de votos               | 55.501                        | 81,49%                        |
| Abstenções             | Abstenções                     | Abstenções                   | 12.603                        | 18,51%                        |
| Total de inscritos     | Total de inscritos             | Total de inscritos           | 68.113                        |                               |

## Vereadores eleitos
| Candidato eleito     | Partido      | Votação | Porcentagem | Cidade onde nasceu | Unidade federativa |
| Brenna Nóbrega       | PSB          | 2.729   | 5,12%       | Itaporanga         | Paraíba            |
| Tide Eduardo         | Republicanos | 2.360   | 4,43%       | Vista Serrana      | Paraíba            |
| Jonatas Kaiky        | Republicanos | 2.238   | 4,20%       | Patos              | Paraíba            |
| Emano Araújo         | REDE         | 2.189   | 4,11%       | João Pessoa        | Paraíba            |
| Ítalo Gomes          | Republicanos | 1.944   | 3,65%       | Patos              | Paraíba            |
| Nadir                | Republicanos | 1.789   | 3,36%       | João Pessoa        | Paraíba            |
| Sales Júnior         | Republicanos | 1.714   | 3,22%       | Patos              | Paraíba            |
| David Maia           | REDE         | 1.651   | 3,10%       | Patos              | Paraíba            |
| Lucia de Chica Motta | Republicanos | 1.388   | 2,61%       | Patos              | Paraíba            |
| Willa da Farmácia    | PSB          | 1.310   | 1,13%       | Patos              | Paraíba            |
| Décio Motos          | Republicanos | 1.281   | 2,40%       | Piancó             | Paraíba            |
| Fatima Bocão         | Republicanos | 1.258   | 2,36%       | Patos              | Paraíba            |
| Josmá Oliveira       | MDB          | 1.222   | 2,29%       | Cajazeiras         | Paraíba            |
| Marco César          | PSB          | 1.128   | 2,12%       | Recife             | Pernambuco         |
| Dr. Maikon           | PP           | 956     | 1,79%       | Itaporanga         | Paraíba            |
| Rafael Policial      | UNIÃO        | 749     | 1,41%       | Rio de Janeiro     | Rio de Janeiro     |
| Junior Contigo       | UNIÃO        | 719     | 1,35%       | Patos              | Paraíba            |